# Georg Ochs
Georg Hermann Alexander Ochs  (* 11. Juli 1886 in Frankfurt am Main; † 27. September 1971) war ein deutscher Entomologe, spezialisiert auf Taumelkäfer (Gyrinidae).
Seine naturkundlichen Neigungen entstanden schon durch einen Onkel (Heinrich Ochs) in Kassel (Wehlheiden), der einen Ruf als Ornithologe hatte. In seinen Veröffentlichungen wird als Herkunftsort Frankfurt und Nieste über Kassel angegeben. Er war Fabrikant.
Ochs beschrieb in seinen Veröffentlichungen Taumelkäfer aus Indonesien, Neuguinea, Borneo, Neukaledonien, Nepal, Australien, Afrika, dem Amazonasgebiet, Bolivien, Curacao, der Karibik und Französisch-Guinea und insgesamt hunderte neue Taxa. Einige Taumelkäfer sind nach ihm benannt, so Gyretes ochsi (Brinck 1944) und Orectogyrus ochsi (Guignot 1938).
Er war ab 1920 ein Mitglied der Senckenbergischen Naturforschenden Gesellschaft. Seine Sammlung befindet sich im Senckenberg Museum und eine kleinere regionale Sammlung am Zoologischen Institut Göttingen. Neben Taumelkäfern sammelte er auch Laufkäfer, Bockkäfer und Kurzflügler.
Er war Mitglied des Vereins für Insektenkunde in Frankfurt.